# Florian Wirtz
Florian Richard Wirtz (Pulheim, Njemačka, 3. svibnja 2003.) njemački je nogometaš koji igra na poziciji napadačkog veznog. Trenutačno igra za Liverpool. Smatra se jednim od najtalentiranijih mladih igrača.

## Klupska karijera
Florian dolazi iz nogometne obitelji. Njegov je otac direktor niželigaškog kluba Grün-Weiss Brauweiler, dok je njegova sestra Julien Wirtz profesionalna nogometašica od svoje šesnaeste godine.
Deset godina igrao je za sve mlađe selekcije Kölna prije nego što je u ljeto 2020. prešao u Bayer 04 Leverkusen. Transfer je bio okružen brojnim kontroverzama, a Köln je optužio vrh Leverkusena za kršenje niza ugovora za potpisivanje Wirtza.
Za Bayer je debitirao u 26. kolu njemačke Bundeslige protiv Werdera i sa 17 godina i 15 dana postao najmlađi igrač u povijesti "farmaceuta", srušivši dosadašnji rekord Kaija Havertza.
Prvi pogodak u seniorskoj konkurenciji zabio je 6. lipnja 2020. godine u porazu Bayer Leverkusena protiv minhenskog Bayerna 2:4. Ovim pogotkom postao je najmlađi strijelac u povijesti Bundeslige, ali će njegov rekord oboriti Youssoufa Moukoko, nogometaš Borussije Dortmund (16 godina, 28 dana).

## Reprezentativna karijera
Za njemačku reprezentaciju debitirao je 2. rujna 2021. protiv Lihtenštajna u kvalifikacijama za Svjetsko prvenstvo u Kataru. Wirtz je ušao u igru u 82. minuti umjesto Joshue Kimmicha.
Wirtz je također bio na konačnom popisu reprezentativaca za Svjetsko prvenstvo u Kataru, ali je zbog ozljede morao propustiti svoje prvo Svjetsko prvenstvo. Izabran je u njemačku reprezentaciju za  Europsko prvenstvo u Njemačkoj 2024.